# 동물원역 (충칭)
동물원역(중국어: 动物园站)은 충칭 궤도교통 2호선의 역이다. 2005년 6월 18일 개통으로 영업을 시작했다.

## 역세권 정보
- 충칭 시 동물원
- 주룽포 광장